# Why Men Work
Perché gli uomini lavorano? è un cortometraggio film muto del 1924 diretto da Leo McCarey e prodotto da Hal Roach.

## Produzione
Il film fu prodotto negli Hal Roach Studios.

## Distribuzione
Il film uscì nelle sale cinematografiche USA il 31 agosto 1924.

## Curiosità
Il film viene citato nella pellicola di Martin Scorsese del 2011 Hugo Cabret, dove se ne può vedere la locandina.